# Sygehusapoteket Region Nordjylland
Sygehusapoteket Region Nordjylland er det eneste sygehusapotek i Region Nordjylland og er offentligt ejet af regionen.
Sygehusapoteket er en selvstændig institution under Region Nordjylland og er beliggende på Porsvej 1 i Aalborg C.
Sygehusapoteket ledes overordnet af sygehusapoteker Gitte Søndergaard Nielsen.
Sygehusapoteket er delt op i følgende seks afdelinger, der hver styres af en afdelingsfarmakonom eller afdelingsfarmaceut:
- Ledelse
- Administration
- Afdeling for Klinisk Farmaci – distribution, medicinservice og afdelingsfarmaci
- Produktionsafdelingen – serie-, service- og cytostatikaproduktion ogTeknisk Afdeling
- Kvalitetsafdelingen – kvalitetskontrol QC og kvalitetssikring QA

Sygehusapoteket Region Nordjylland beskæftiger tilsammen omkring 170 medarbejdere, deriblandt 93 farmakonomer og 30 farmaceuter samt defektricer, apoteksmedhjælpere, laboranter, procesteknologer, apoteksportører og hospitalsmedhjælpere.

## Eksterne kilder og henvisninger
- Sygehusapoteket Region Nordjyllands hjemmeside

|  | Denne artikel kan blive bedre, hvis der indsættes geografiske koordinater Denne artikel omhandler et emne, som har en geografisk lokation. Du kan hjælpe ved at indsætte koordinater i wikidata. |